# Кванхегун (ван Чосону)
Кванхегун (кор. 광해군, 光海君, Gwanghae, Kwanghae); ім'я при народженні Лі Хон (кор. 이혼, 李琿, I Hon, I Hon; 4 червня 1575 — 7 серпня 1641) — корейський правитель, п'ятнадцятий володар держави Чосон.
Був позбавлений влади, тому не мав ані храмового імені, ані посмертних почесних титулів.

## Біографія
Був другим сином вана Сончжо, який не мав синів від головної дружини, тому проголосив спадкоємцем престолу другого за старшинством принца Кванхе, сина наложниці. Втім після смерті першої дружини Сонджо одружився з Інмок, яка 1606 року народила сина Йончхана.
Після смерті батька навесні 1608 року Кванхе, залишаючись офіційним спадкоємцем престолу, зайняв трон і вирішив розправитись із тими представниками королівської родини, навколо яких об'єднувались опозиційні сили. 1609 року він стратив свого старшого брата Імхе, звинувативши його в державній зраді. Мати молодшого брата Йончхана ув'язнили. Самого Йончхана Кванхегун не наважився вбити, а понизив його до статусу простолюдина й заслав на острів Канхва. Там він прожив до 1614 року, де його вбили за наказом губернатора в 8-річному віці.
Попри кривавий прихід до влади, правління Кванхегуна було мирним, він приділяв значну увагу державним справам. За його правління в Кореї почалась земельна реформа. Зокрема, було здійснено облік та перерозподіл земель у столичній провінції Кьонгі. 1608 року було видано указ про уніфікацію податків (закон тедонпоп), і в межах тієї ж столичної провінції натуральний податок почали заміняти на виплати зерном.
Умови, за яких тоді доводилось діяти корейській дипломатії, були непростими. З одного боку держава Чосон залишалась союзником імперії Мін. У Пекіні очікували, що Корея надасть китайським військам підтримку в боротьбі проти маньчжурської небезпеки, що посилилась. З іншого боку, через межування з Маньчжурією, Корея була вкрай вразливою перед рейдами кочової кінноти. Кванхегун добре усвідомлював, що імперія Мін перебуває в глибокій кризі та що у Східній Азії вимальовується нове співвідношення сил. За такої обстановки Кванхегун майстерно провадив політику лавірування між двома сусідами.
1610, 1611 та 1614 року в столицю імперії Мін відвідали корейські посольства. На початку 1619 року Чосон був змушений поступитись тиску Пекіна. Корейський двір спрямував до Маньчжурії 13-тисячний експедиційний корпус, який мав діяти в складі китайської армії проти маньчжурських військ. Одночасно Кванхегун повідомив правителю Пізньої Цзінь Нурхаці про те, що таке рішення є вимушеним, а командир корейського корпусу Кан Хон отримав секретний наказ, що вимагав не чинити маньчжурам активного опору, за несприятливого для мінської армії повороту бою — здатись разом зі своїми солдатами. Корейський уряд прагнув зберегти дружні відносини з обома сторонами.
За Кванхегуна відносини з Японією після семирічної війни та тривалих перемовин принесли позитивні результати для обох сторін. 1609 року було встановлено дипломатичні відносини між Чосоном і сьоґунатом Токугава, а також підписано торгову угоду з князівством Цусіма. 1617 року Кванхегун у відповідь на запрошення з боку японців відрядив посольство на чолі з О Юнгьомом.
1623 року після палацового перевороту Кванхегуна було повалено, його відправили в заслання на острів Канхва, а потім — до Чеджу. Трон зайняв його племінник Інджо.